# Davina Michelle
Michelle Davina Hoogendoorn, née le 12 novembre 1995 à Nieuwerkerk aan den IJssel aux Pays-Bas, est une chanteuse néerlandaise. Elle est notamment connue pour avoir réalisé la reprise de la chanson Duurt te lang grâce à laquelle elle a atteint la première place du Top 40 au Pays-Bas.

## Carrière
Davina Michelle a commencé sa carrière avec une apparition télévisée en 2016 dans une émission néerlandaise appelée Idols. Lors de son audition, elle a chanté la chanson Nobody's Perfect de Jessie J et Chandelier de Sia.

En février 2017, Davina Michelle lance sa chaîne YouTube où elle publie chaque semaine une reprise d'une chanson en anglais. En août 2017, Davina Michelle publie une vidéo dans laquelle elle reprend la chanson What About Us de la chanteuse Pink. Cette reprise a atteint 22 millions de vues sur YouTube. À la suite de cette vidéo, le magazine Glamour publie une vidéo dans laquelle la chanteuse Pink qualifie la reprise comme « That's better than I will ever sound » ce qui pourrait être traduit par « C’est mieux que je ne le chanterai jamais » . À la suite de cela, Davina Michelle a été invitée à plusieurs émissions télévisées comme le RTL Night Late ou encore De Wereld Draait Door, deux émissions néerlandaises .
En 2018, Davina Michelle a participé à une émission néerlandaise appelée Beste Zangers, où elle a interprété une reprise du titre Duurt te lang du rappeur Glen Faria. À la suite de cette émission, sa reprise a été classée numéro 1 aux Pays-Bas pendant six semaines. Ce single a été certifié de 5 fois disque de platine aux Pays-Bas.
En mai 2019, Davina Michelle a collaboré avec le chanteur Marco Borsato et le disc jockey Armin Van Buuren pour créer le single Hoe Het Danst. Ce titre a été un grand succès aux Pays-Bas et en Belgique, où le single est resté en tête des charts pendant 10 semaines.
En février 2020, Davina Michelle a sorti le single Beat Me, qui devait servir d'hymne pour le Grand Prix des Pays-Bas 2020, mais qui a finalement été annulé en raison de la pandémie de Covid-19. Cependant, Davina Michelle était présente lors de l'édition 2021 du Grand Prix des Pays-Bas, où elle a interprété l'hymne national des Pays-Bas. Elle a répété sa performance après la victoire du pilote néerlandais Max Verstappen.
Le 18 mai 2021, Davina Michelle a interprété son nouveau single Sweet Water lors de la demi-finale du Concours Eurovision de la chanson 2021 qui s'est tenue à Rotterdam. Cette prestation a eu lieu dans le cadre d'un entracte intitulé The Power of Water, en compagnie de l'actrice néerlandaise Thekla Reuten.

## Discographie

### Albums
| Titre            | Détails                                    | Meilleur position | Meilleur position | Certifications |
| Titre            | Détails                                    | P-B               | BEL (FL)          | Certifications |
| ---------------- | ------------------------------------------ | ----------------- | ----------------- | -------------- |
| My Own World     | - Sortie: 21 août 2020 - Label: 8ball      | 4                 | 102               | - NVPI: Or     |
| Gold Plated Love | - Sortie: 20 mai 2022 - Label: 8ball       | —                 | 10                |                |
| Higher           | - Sortie: 27 septembre 2024 - Label: 8ball | 23                | 78                |                |

### Singles
| Single                                                                          | Année | Meilleure positions | Meilleure positions | Certifications                         | Album             |
| Single                                                                          | Année | NL                  | BEL (FL)            | Certifications                         | Album             |
| ------------------------------------------------------------------------------- | ----- | ------------------- | ------------------- | -------------------------------------- | ----------------- |
| Duurt te lang                                                                   | 2018  | 1                   | —                   | - NVPI: 5 × Platine                    | Non-album singles |
| Skyward                                                                         | 2019  | 21                  | —                   | - NVPI: Platine                        | My Own World      |
| Hoe het danst (avec Marco Borsato et Armin van Buuren)                          | 2019  | 2                   | 1                   | - NVPI: 3 × Platine - BEA: 6 × Platine | Non-album singles |
| Better Now                                                                      | 2019  | 60                  | —                   | - NVPI: Or                             | My Own World      |
| Beat Me                                                                         | 2020  | 18                  | —                   | - NVPI: Platine                        | My Own World      |
| 17 miljoen mensen (avec Snelle)                                                 | 2020  | 1                   | —                   | - NVPI: Platine                        | Non-album singles |
| My Own World                                                                    | 2020  | 46                  | —                   |                                        | My Own World      |
| Liar                                                                            | 2020  | —                   | —                   |                                        | My Own World      |
| Nobody Is Perfect                                                               | 2021  | 49                  | —                   |                                        | Non-album singles |
| Sweet Water                                                                     | 2021  | 29                  | —                   | - NVPI: Or                             | Gold Plated Love  |
| Hold On (avec Armin van Buuren)                                                 | 2021  | 34                  | ―                   | - NVPI: Or                             | Higher            |
| Hyper                                                                           | 2021  | 58                  | —                   |                                        | Gold Plated Love  |
| No Angel                                                                        | 2022  | —                   | —                   |                                        | Non-album singles |
| I Love Me More                                                                  | 2022  | 91                  | —                   |                                        | Non-album singles |
| January Without You                                                             | 2022  | —                   | —                   |                                        | Non-album singles |
| Heartbeat                                                                       | 2023  | 43                  | —                   | - NVPI: Or                             | Higher            |
| Dating the Devil                                                                | 2023  | —                   | —                   |                                        | Non-album singles |
| 17                                                                              | 2023  | —                   | —                   |                                        | Non-album singles |
| I SAID NO SIR                                                                   | 2024  | —                   | —                   |                                        | Higher            |
| All Is Ours                                                                     | 2024  | —                   | —                   |                                        | Higher            |
| I Won't Let You Go                                                              | 2024  | —                   | —                   |                                        | Higher            |
| "—" signifie que le single ne s'est pas classé ou n'est pas sorti dans le pays. |       |                     |                     |                                        |                   |

1. ↑  « Zo werd Davina Michelle na mislukt Idols-avontuur Nederlands grootste ster met internationale allure », sur ad.nl (consulté le 30 août 2023)
2. ↑  « What About Us - P!nk (cover by: Davina Michelle) » (consulté le 30 août 2023)
3. ↑  « Pink Watches Fan Covers On YouTube | Glamour » (consulté le 30 août 2023)
4. ↑  « Davina Michelle - What About Us (P!NK) » (consulté le 30 août 2023)
5. ↑  (nl) « Dit zijn de Beste Zangers van 2018 », sur televizier.nl (consulté le 31 août 2023)
6. ↑  (nl) Dutch Charts, « Davina Michelle - Duurt te lang » (consulté le 31 août 2023)
7. 1 2  « Goud/Platina », sur nvpi.nl (consulté le 31 août 2023)
8. ↑  (nl) Ultratop.be, « Marco Borsato, Armin van Buuren & Davina Michelle - Hoe het danst »
9. ↑  Cesare Ingrassia, « Le Grand Prix des Pays-Bas aura sa chanson officielle », sur F1 : Les dernières actualités de la Formule 1 en direct, 27 février 2020 (consulté le 31 août 2023)
10. ↑  « Mercredi à Zandvoort: Verstappen montre à un fan à quoi ressemble le drapeau néerlandais », 1er septembre 2021 (consulté le 31 août 2023)
11. ↑  « Rotterdam 2021 : Davina Michelle & Thekla Reuten en entracte », sur L'Eurovision au Quotidien, 16 avril 2021 (consulté le 31 août 2023)
12. ↑  « Discografie Davina Michelle », sur dutchcharts.nl (consulté le 29 mai 2022)
13. 1 2  « Discografie Davina Michelle », Ultratop (consulté le 29 mai 2022)
14. ↑  « Discografie Davina Michelle - dutchcharts.nl », sur dutchcharts.nl (consulté le 31 août 2023)
15. 1 2 3 4 5 6 7 8 9  (nl) « Goud/Platina – NVPI Audio » [archive du 4 juillet 2018] [To access, enter the search parameter "Davina Michelle" and select "Search"], NVPI (consulté le 4 octobre 2021)
16. ↑  « ultratop.be - ULTRATOP BELGIAN CHARTS », sur www.ultratop.be (consulté le 31 août 2023)